# 淮南军区
新四军淮南军区，是抗日战争中后期在江苏安徽的长江淮河之间、大运河以西、淮南铁路以东设立的军级军区。

## 历史
1943年2月成立淮南军区，军区领导机关由新四军第2师领导机关兼：
- 司令员罗炳辉
- 政治委员谭震林
- 参谋长韩振纪
- 副参谋长詹化雨
- 政治部主任萧望东
- 政治部副主任余立金
- 淮南苏皖边军区（津浦路东军分区）：1943年2月由第5旅兼。1943年9月改由第4旅兼。
- 津浦路西各县联防司令部（津浦路西军分区）：由第6旅兼。1943年9月改由第5旅兼，第6旅番号撤销。